# Emil Heilbut
Emil Heilbut (* 2. April 1861 in Hamburg; † 16. Februar 1921 in Montreux) war ein deutscher Kunstsammler und -vermittler, Publizist und Kunstkritiker. Er trug wesentlich zur Durchsetzung des französischen Impressionismus im Deutschen Kaiserreich bei.

## Leben
Emil Heilbut, der Sohn eines Hamburger Rabbiners, betätigte sich zunächst als Maler im impressionistischen Stil; er wurde wahrscheinlich durch seinen Onkel, den in Frankreich lebenden Onkel Ferdinand Heilbut (1826–1889) in die Pariser Kunstszene eingeführt. Er betätigte sich zunächst als Kunstsammler und -vermittler, gelegentlich als Kunsthändler.
Heilbut gehörte mit Carl Bernstein zu den ersten Sammlern in Deutschland, die in den 1880er-Jahren Werke der französischen Impressionismus besaßen. Heilbut nannte die früheste Sammlung von Gemälden Claude Monets in Deutschland sein Eigen, sammelte jedoch bis hin zu Paul Cézanne und James McNeill Whistler, mit dem er als Mitglied des Kunstvereins (1870–80) zur Vorbereitung der Großen Kunst-Ausstellung des Kunst-Vereins in der Kunsthalle Hamburg korrespondierte.

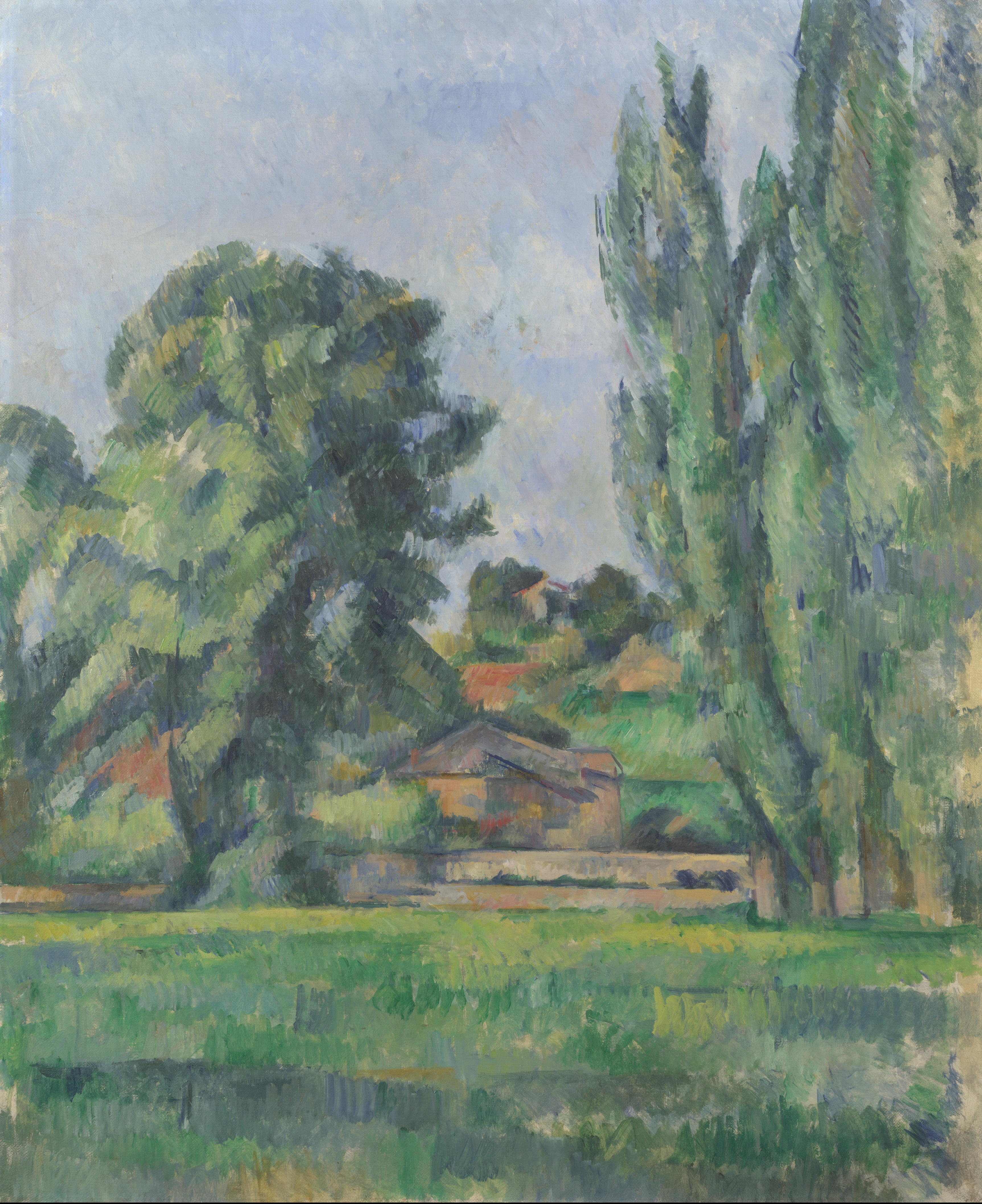
Paul Cézanne: Landschaft mit Pappeln, 1885–87, National Gallery (London)

In Heilbuts Besitz befanden sich u. a. drei Gemälde von Claude Monet. Die Werke der Franzosen Courbet, Corot, Rousseau und Millet wurden dem Sammlerehepaar Erdwin und Antonie Amsinck durch Emil Heilbut vermittelt. Von Auguste Rodin hatte er eine Büste Antonin Prousts erworben. Von Ambroise Vollard erwarb er 1895 ein Pastell von Edgar Degas, 1900 für 6.000 Francs drei Gemälde von Paul Cézanne (Landschaft mit Pappeln, Stillleben mit Äpfeln und Birnen).
1889 hielt Heilbut Vorträge über französische Kunst des 19. Jahrhunderts an der Weimarer Kunstschule und stellte seine Monet-Gemälde dem Publikum vor, was anwesende Künstler wie Christian Rohlfs, Theodor Hagen und Ludwig von Gleichen-Rußwurm stark beeinflusste. So kam es, dass „die von Heilbut vermittelte Anschauung Monetscher Bildsprache einen wichtigen Entwicklungsschub innerhalb der Weimarer Malerschule auslöste“.
Bruno Cassirer lernte Heilbut als Mitarbeiter von Maximilian Hardens politischer Wochenzeitschrift Die Zukunft kennen. Heilbut war dann ab 1902 mit Cäsar Flaischlen Redakteur der Zeitschrift Kunst und Künstler. Monatsschrift für Bildende Kunst und Kunstgewerbe, die bei Bruno Cassirer verlegt wurde und sich zur führenden Kunstzeitschrift Deutschlands entwickelte. 1907 wurde Heilbut von Karl Scheffler abgelöst, der die Zeitschrift bis zur letzten Nummer im Mai 1933 betreute. Heilbut schrieb u. a. über die Berliner Secession, die Wiener Secession und die Sammlung Linde. 1903 veröffentlichte Heilbut den schmalen Band Die Impressionisten im Verlag Bruno Cassirer.
Heilbut hat mit seinem vielseitigen Schaffen wesentlich dazu beigetragen, die moderne Kunst im Deutschen Kaiserreich zu etablieren. Mit namhaften Kritikern der frühen Moderne wie Julius Meier-Graefe, Richard Muther oder Cornelius Gurlitt setzte er sich für die damals neuen Kunstströmungen vehement ein, insbesondere für moderne Künstler wie Max Liebermann (den er in seiner „Studie über den Naturalismus und Max Liebermann“ (1887) als „tapferste[n] Vorläufer der neuen Kunst in Deutschland“ bezeichnete), Vincent van Gogh und Cézanne; er verteidigte in den Kunstdebatten seiner Zeit aber auch Künstler des 19. Jahrhunderts wie Caspar David Friedrich und Arnold Böcklin.
Gleichzeitig beschäftigte er sich nicht nur mit der französischen und deutschen, sondern auch intensiv mit der skandinavischen und englischen Kunst, über die er in zahlreichen Zeitschriften und Zeitungen am Ende des 19. und zu Beginn des 20. Jahrhunderts Artikel veröffentlichte, u. a. in Die Kunst für Alle (1887), Pan, Tag, Zeitschrift für bildende Kunst, Die Nation, Freie Bühne für Modernes Leben und in der Neuen Rundschau
Er pflegte Umgang mit Harry Graf Kessler und korrespondierte mit einer Reihe von Künstlern und Intellektuellen seiner Zeit, u. a. mit Gerhart Hauptmann, Otto Brahm und Max Slevogt. Er veröffentlichte seine Beträge z. T. auch unter dem Pseudonym Herman(n) Helferich.

## Schriften (Auswahl)
- unter dem Namen Hermann Helferich: Studie über den Naturalismus und Max Liebermann. In: Die Kunst für Alle, Bd. 2, 1887, H. 14, S. 209–214, Bd. 2, 1887, H. 15, 225–229 und Bd. 12, 1897, H. 15, 225–228 (PDF, je ca. 3 MB).
- Die Sammlung Eduard L[udwig] Behrens zu Hamburg. Catalog. [Mit Photogravuren der Franz-Hanfstaengl-Kunstverlagsanstalt.] 2 Bde. Mühlthaler, München 1891/1898.
- Claude Monet (1890). In: Andreas Holleczek, Andrea Meyer unter Mitarbeit von Knut Helms und Friederike Kitschen (Hrsg.): Französische Kunst – deutsche Perspektiven 1870–1945. Quellen und Kommentare zur Kunstkritik (= Passagen. Bd. 7). Akademie-Verlag, Berlin 2004, ISBN 978-3-05-004019-6, S. 212–222.
- Die Impressionisten. Bruno Cassirer, Berlin 1903 [Sonderdruck aus Kunst und Künstler 1.1902/1903].